# Осетна
Осетна (пол. Osetna, нім. Johannisberg) — село в Польщі, у гміні Ліп'яни Пижицького повіту Західнопоморського воєводства.
Населення — 73 особи (2011).
У 1975-1998 роках село належало до Щецинського воєводства.

## Демографія
Демографічна структура станом на 31 березня 2011 року:
|          | Загалом | Допрацездатний вік | Працездатний вік | Постпрацездатний вік |
| -------- | ------- | ------------------ | ---------------- | -------------------- |
| Чоловіки | 41      | 9                  | 30               | 2                    |
| Жінки    | 32      | 3                  | 27               | 2                    |
| Разом    | 73      | 12                 | 57               | 4                    |